# Nesopupa
Nesopupa é um género de gastrópode  da família Pupillidae.
Este género contém as seguintes espécies:
- Nesopupa alloia Cooke & Pilsbry, 1920
- Nesopupa anceyana Cooke & Pilsbry, 1920
- Nesopupa bacca Pease, 1871
- Nesopupa baldwini Ancey, 1904
- Nesopupa bishopi Cooke & Pilsbry, 1920
- Nesopupa dispersa Cooke & Pilsbry, 1920
- Nesopupa dubitabilis Cooke & Pilsbry, 1920
- Nesopupa eapensis
- Nesopupa forbesi Cooke & Pilsbry, 1920
- Nesopupa infrequens Cooke & Pilsbry, 1920
- Nesopupa kauaiensis Cooke & Pilsbry, 1920
- Nesopupa limatula Cooke & Pilsbry, 1920
- Nesopupa litoralis Cooke & Pilsbry, 1920
- Nesopupa madgei Peile, 1936
- Nesopupa newcombi Cooke & Pilsbry, 1920
- Nesopupa oahuensis Cooke & Pilsbry, 1920
- Nesopupa plicifera Ancey, 1904
- Nesopupa ponapica (Möllendorff, 1900)
- Nesopupa quadrasi
- Nesopupa rarotonga Brook, 2010
- Nesopupa rodriguezensis Connolly, 1925
- Nesopupa singularis Cooke & Pilsbry, 1920
- Nesopupa subcentralis Cooke & Pilsbry, 1920
- Nesopupa thaanumi Ancey, 1904
- Nesopupa turtoni Smith, 1892
- Nesopupa waianensis Cooke & Pilsbry, 1920
- Nesopupa wesleyana Ancey, 1904